# Antônio Amaral (quadrinista)
Antônio Amaral é artista plástico e quadrinista (Campo Maior, Piauí, 1962). Formado em Educação Física, começou a trabalhar com arte a partir do contato com movimentos culturais piauienses. É responsável pela revista em quadrinhos independente Hipocampo, vencedora do Troféu HQ Mix de 2001 na categoria "Revista independente".